# 恋 (GReeeeNの曲)
「恋」（こい）は、GReeeeNの楽曲。アルバム『うれD』の発売に先駆けて、2018年3月28日に配信限定シングルとして先行配信された。
「恋」は、ワーナー・ブラザース映画配給映画『ママレード・ボーイ』の主題歌として使用された。

## 背景
「恋」は、ワーナー・ブラザース映画配給映画『ママレード・ボーイ』の主題歌として書き下ろされた楽曲で、歌詞には「どんなときも恋をし続けられたら、僕たち2人はきっと幸せなはず」というメッセージが込められている。
2018年3月10日に発売された8作目のスタジオ・アルバム『うれD』の3曲目に収録された。アルバムの発売に先駆け、3月28日に配信限定シングルとして先行配信が開始された。
4月23日付のBillboard Japan Download Songsで最高位43位、Billboard Japan Hot 100で最高位82位を獲得した。

## ミュージック・ビデオ
2018年4月14日に「恋」のミュージック・ビデオが、GReeeeNの公式YouTubeチャンネルで公開された。
宝来忠昭が監督を務めた作品で、主人公・シンジがかつて祖父・真太郎が書いたラブレターを発見し、祖父がかつて体験した悲しい恋愛から、長い年月を経ても色褪せることのない気持ちを表現した作品となっている。ミュージック・ビデオには平井亜門（美鳥シンジ・真太郎の2役）、長田侑子（真太郎の彼女役）、野沢雅子（シンジの祖母役）で出演しているほか、映画『ママレード・ボーイ』にも出演している桜井日奈子と吉沢亮がカメオ出演している。

## 収録曲
| #         | タイトル  | 作詞・作曲 | 時間 |
| --------- | --------- | ---------- | ---- |
| 1.        | 「恋」    | GReeeeN    | 4:04 |
| 合計時間: | 合計時間: | 合計時間:  | 4:04 |

## タイアップ
- ワーナー・ブラザース映画配給映画『ママレード・ボーイ』主題歌

## 収録アルバム
- うれD